# فيرينتس سالاشي
فيرينتس سالاشي (بالمجرية: Ferenc Szálasi) زعيم حزب الصليب المسهم الوطني الاشتراكي، وُلد في كوشيتسه بالإمبراطورية النمساوية المجرية بتاريخ 6 يناير 1897، نال لقب زعيم الأمة (Nemzetvezető) بعدما تمكن من الاستيلاء على منصبي رئيس الدولة ورئيس الوزراء بحكومة الوحدة الوطنية بمملكة المجر (Nemzeti Összefogás Kormánya) خلال الأشهر الثلاثة الأخيرة من مشاركة المجر بالحرب العالمية الثانية، وخلال فترة حكمه القصيرة تخلص رجال سالاشي مما يقرب من 10,000 وحتى 15,000 يهودي، ومع نهاية الحرب، ألقت القوات الأمريكية القبض على سالاشي وأعادته إلى المجر حيث حوكم بتهمة الخيانة العظمى وارتكاب جرائم ضد الدولة في محاكمة علنية انتهت بالحكم عليه بالإعدام شنقا، ونُفذ الحكم فيه في العاصمة بودابست بتاريخ 12 مارس 1946.

## وصلات خارجية
- فيرينتس سالاشي على موقع الموسوعة البريطانية (الإنجليزية)
- فيرينتس سالاشي على موقع مونزينجر (الألمانية)